# Стопфорд, Джеймс Джордж, 3-й граф Кортаун
Джеймс Джордж Стопфорд, 3-й граф Кортаун (англ. James George Stopford, 3rd Earl of Courtown; 15 августа 1765 — 15 июня 1835) — англо-ирландский пэр и политик-тори. Он носил титул учтивости — виконт Стопфорд с 1770 по 1810 год.

## Биография
Родился 15 августа 1765 года на Беркли-сквере в Лондоне. Старший сын Джеймса Стопфорда, 2-го графа Кортауна (1731—1810), и его жены Мэри (урожденной Поуис) (1736—1810). Он получил образование в Итонском колледже (1779—1781), а затем служил в Колдстримской гвардии, дослужившись до чина капитана.
Виконт Кортаун заседал в Палате общин Великобритании от Грейт-Бедвина (1790—1796, 1806—1807), Ланарка (1796—1802), Дамфриса (1803—1806) и Мальборо (1807—1810).
В 1793 году Джеймс Джордж Стопфорд сменил своего отца на посту казначея королевского двора в правительстве Уильяма Питта Младшего, этот пост он занимал до 1806 года (с 1801 по 1804 год при премьер-министре Генри Аддингтоне), а затем снова с 1807 по 1812 год при премьер-министрах герцоге Портленде и Спенсере Персивале.
30 марта 1810 года после смерти своего отца Джеймс Стопфорд унаследовал титулы 3-го графа Котауна в графстве Уэксфорд (Пэрство Ирландии), 3-го виконта Стопфорда (Пэрство Ирландии), 3-го барона Кортауна в графстве Уэксфорд (Пэрство Ирландии) и 2-го барона Солтерсфорда из Солтесфорда в графстве Чешир (Пэрство Великобритании), став членом Палаты лордов Великобритании.
Лорд Кортаун занимал должности капитана корпуса офицера почётного экскорта в правительстве графа Ливерпуля (1812—1817) и капитана йоменской гвардии в правительстве сэра Роберта Пила (1835). Член Тайного совета Великобритании в 1793 году и кавалер Ордена Святого Патрика в 1821 году. Губернатор графства Уэксфорд с 1813 по 1831 год.

## Личная жизнь
29 января 1791 года на Гровенор-сквер, Ганновер-сквер Св. Георгия, Лондон, Джеймс Стопфорд женился на леди Мэри Скотт (21 мая 1769 — 21 апреля 1823), старшей дочери Генри Скотта, 3-го герцога Баклю, и леди Элизабет Монтегю. У супругов было шесть сыновей и одна дочь:
- Леди Джейн Стопфорд (? −28 декабря 1873), в 1833 году она вышла замуж за преподобного Абеля Джона Рэма, от брака с которым у неё было пять детей.
- Достопочтенный Генри Скотт Стопфорд (? — 28 октября 1881), архидиакон Лейлина, в 1826 году женившийся на Аннет Браун
- Джордж Генри Джеймс Стопфорд (ок. 1791—1792), умер в младенчестве
- Чарльз Стопфорд (1792—1794), умерший в младенчестве
- Джеймс Томас Стопфорд, 4-й граф Кортаун (27 марта 1794 — 20 ноября 1858), третий сын и преемник отца.
- Подполковник Достопочтенный Эдвард Стопфорд (11 июня 1795 — 5 июля 1840), в 1830 году женившийся на Горации Шарлотте Локвуд, от брака с которой у него было трое детей.
- Вице-адмирал достопочтенный Сэр Монтегю Стопфорд (11 ноября 1798 — 10 ноября 1864), 1-я жена с 1827 года — Корделия Уинифред Уитмор, от брака с которой у него было четверо детей; 2-я жена с 1853 года Люси Кей, от брака с которой у него было трое детей.

Леди Кортаун умерла в апреле 1823 года в возрасте 53 лет. Лорд Кортаун пережил её на двенадцать лет и умер в июне 1835 года в возрасте 69 лет в Клойстерсе, Виндзорский замок, Виндзор, графство Беркшир. Ему наследовал графство его третий сын Джеймс Стопфорд, 4-й граф Кортаун.